# Фрідріх Кюхенмайстер
Фрідріх Кюхенмайстер (нім. Friedrich Küchenmeister; повне ім'я Готтліб Гайнріх Фрідріх Кюхенмайстер, нім. Gottlieb Heinrich Friedrich Küchenmeister; 22 січня 1821, Бад-Лаузік — 13 квітня 1890, Дрезден) — німецький паразитолог.

## Біографія
Був сином пастора. Перші уроки отримав від репетитора. З 1835 року (у віці 14 років) він відвідував школу Хреста (нім. Kreuzschule) в Дрездені впродовж чотирьох з половиною років.
Його батько хотів би бачити його пастором, але він не відчував покликання бути богословом і, закінчивши школу на Великдень 1840 року, спочатку пройшов стажування у Отто Лінне Ердмана, перш ніж почав вивчати медицину в Лейпцигу. У 1842 оці склав іспит на бакалавра, в 1845 році на рігоросума (нім. Rigorosum, Рігоросум). У 1846 році здобув ступінь доктора медицини, того ж року став лікарем загальної практики в Циттау.
1847 року він одружився, 1856 року від'їхав до Дрездена. Він провів дослідження стрічкових черв'яків, трихінельозу та інших паразитів і написав про це кілька робіт. У 1852 році його теорія про те, що цистицерки — це недозрілі стрічкові черв'яки, привернула увагу медичної професії. Пізніше, в 1850-х роках, він продемонстрував це, подаючи свинину, що містила цистицерки Taenia solium, ув'язненим, які очікували страти, а після їх страти він знайшов у кишечнику дорослих особин (солітерів). До середини XIX століття було встановлено, що цистицеркоз був спричинений потраплянням в організм яєць Т. solium.
Був видавцем Zeitschrift für Epidemiologie (Загальний журнал епідеміології).
Був членом Ліги масонів з 29 вересня 1845 року. Він також обіймав посаду почесного голови ложі Трьох мечів у Дрездені. У 1863 році він став першим майстром новоствореної ложі Бронзових стовпів (нім. Zu den Ehernen Säulen) у Дрездені.
Кюхенмайстер був прихильником кремації, оскільки вбачав ризик забруднення ґрунту продуктами гниття та розкладання, що відбуваються після поховання. У Дрездені він заснував групу «Урна: Асоціація факультативної кремації». У 1876 році він взяв участь у першому Європейському конгресі друзів кремації у Дрездені.
Його могила знаходиться на цвинтарі Фрідгоф (ділянка № 18, 1-а земля) у Дрездені.

## Твори
- Über das Nonnengeräusch in der Jugularis interna und seinen Werth bei Recrutirungen (Про шум у внутрішніх яремних відділах та його значення при дослідженні) (Zittau 1850)
- Versuche über die Metamorphose der Finnen in den Bandwürmern, (Досліди з метаморфози фінів у солітерах) 1852.
- Entdeckung über die Umwandlung der sechshakigen Brut gewisser Bandwürmer in Blasenbandwürmer, (Відкриття трансформації шестигакових форм деяких стрічкових черв'яків у солітер сечового міхура) 1853.
- Ueber Cestoden im Allgemeinen und die des Menschen insbesondere, (Про цестоди загалом і про людські зокрема) 1853.
- F. de Filippi und Friedrich Küchenmeister: Uebersetzung der Arbeit de Filippis: «Sull' origine delle Perle, (Переклад твору де Філіппі „Про походження перлин“) del dottore F. de Filippi, professore di Zoologia nella Regia Universitá di Torino. — Estratto dal Cimento, Fascicolo IV, Torino 1852», nebst auf eigene Untersuchungen gegründeten Anmerkungen, Archiv für Anatomie, Physiologie und wissenschaftliche Medicin 1856, S. 251—268.
- Die in und an dem Körper des lebenden Menschen vorkommenden Parasiten. Lehr- und Handbuch, Band 1, Leipzig, B.G. Teubner 1855. (Паразити, що знаходяться в і на тілі живих людей.)
- Zur Frage über die Zweckmäßigkeit des Fortbestehens der chirurgisch-medizinischen Academie zu Dresden (1858) (До питання про доцільність подальшого існування Хірургічно-медичної академії в Дрездені)
- Über die Blume «Schuschan» an den Säulen des Salomonischen Tempels, 1860 (Про квітку «Шушан» на стовпах храму Соломона)
- Die mikroskopische Fleischschau (= Jahresberichte der Gesellschaft für Natur- und Heilkunde zu Dresden 1861—1862, 23. Januar 1863) (Мікроскопічне м'ясне шоу)
- Über die Notwendigkeit und allgemeine Durchführung einer mikroskopischen Fleischschau. Allen Medicinalbehörden des In- und Auslandes, sowie speziell den Stadträten und Stadtverordneten zu Dresden vorgelegt, bei C. Heinrich 1864. (Про необхідність та загальне здійснення мікроскопічного огляду м'яса)
- Die wandernde Milz: ihre Diagnose und Behandlung durch Torsion und Exstirpation (1865) (Мігруюча селезінка: її діагностика та лікування торсією та екстирпацією)
- Die Krankheiten der Ovarien, ihre Diagnose und Behandlung von Thomas Spencer Wells und Friedrich Küchenmeister (Leipzig 1866) (Хвороби яєчників, їх діагностика та лікування)
- Ueber Heilige und Päpste aus dem ärztlichen Stande (1868) (Про медичних святих і пап)
- Die hochgelegenen Plateaus als Sanatorium für Schwindsüchtige (1868) (Високі плато як санаторій для хворих на туберкульоз)
- Die therapeutische Anwendung des kalten Wassers bei fieberhaften Krankheiten (Berl. 1869) (Терапевтичне використання холодної води при гарячкових захворюваннях)
- Ueber das Vorkommen der Lungenschwindsucht (Phthisis pulmonum) (1869) (Про виникнення легеневого туберкульозу / Phthisis pulmonum)
- Die verschiedenen Bestattungsarten menschlischer Leichnamen (1870) (Різні типи поховання людських трупів)
- Handbuch der Lehre von der Verbreitung der Cholera (Stuttg. 1872) (Довідник вчення про поширення холери)
- Die erste Leichenverbrennung (die der Leiche von Lady D.) im Siemens'schen Regenerativ-Ofen (1874) (Перша кремація труп леді Д. у відновлювальній печі Сіменс)
- Die Feuerbestattung; unter allen zur Zeit ausführbaren Bestattungsarten die beste Sanitätspolizei des Bodens und der sicherste Cordon gegen Epidemien (1875) (Кремація; Серед усіх можливих на сьогодні видів поховань найкраща медична поліція на місцях та найбезпечніший кордон проти епідемій)
- Dr. Martin Luther's Krankengeschichte, O. Wigand 1881. (Історія хвороби Мартіна Лютера)
- Die angeborne, vollständige seitliche Verlagerung der Eingeweide des Menschen (das. 1883) (Вроджене, повне бічне витіснення надр людини)
- Das evangelische Glaubenslied: Ein feste Burg ist unser Gott (1884) (Євангельська пісня віри: Міцний замок — наш Бог)
- Ueber die Verhütung und erste Behandlung bei der ansteckenden Cholera: Rathgeber für Jedermann (1884) (Про профілактику та перше лікування інфекційної холери)
- Die Totenbestattungen der Bibel und die Feuerbestattung (Stuttg. 1893) (Похорони у Біблії та кремація)